# Euophrys manicata
Euophrys manicata là một loài nhện trong họ Salticidae.
Loài này thuộc chi Euophrys. Euophrys manicata được Eugène Simon miêu tả năm 1871.